# SO LONG
『SO LONG』（ソー・ロング）は、川島なお美の2枚目のアルバムである。1982年12月1日発売。

## 概要
前作から半年後に発売されたアルバム。シングル「Ash Wednesday」を収録。長らくこのアルバムのみ未CD化であったが、2015年12月に紙ジャケット仕様での初CD化が実現した。
11曲目は山口百恵のカバーである。

## 収録曲
1. 泣きながらDancin'
作詞：田口俊／作曲：平井夏美／編曲：大谷和夫
2. Ash Wednesday
作詞：田口俊／作曲・編曲：杉真理
3. イヴの忘れ物
作詞：田口俊／作曲：平井夏美／編曲：大谷和夫
4. 哀しみのマンハッタン
作詞：田口俊／作曲：杉真理／編曲：大谷和夫
5. 浮気なBirdie Boy
作詞：田口俊／作曲・編曲：杉真理
6. バス・ストップでまちぶせ
作詞：田口俊／作曲・編曲：杉真理
7. ゼミナールは車の中で
作詞：田口俊／作曲：杉真理／編曲：大谷和夫
8. 0467
作詞：田口俊／作曲：堀口和男／編曲：大谷和夫
9. 雨よ急いで
作詞：田口俊／作曲・編曲：杉真理
10. バナナ・フィッシュにうってつけの日
作詞：田口俊／作曲・編曲：杉真理
11. 想い出のストロベリーフィールズ
作詞：横須賀恵／作曲・編曲：杉真理

## 参加ミュージシャン
Keyboards:大谷和夫／渋井博
Drums:林立夫
Electric Guitar:今剛／鈴木茂
ElectricSitar 鈴木茂
Acoustic Guitar:田口俊／杉真理
Bass:渡辺直樹
Percussions：斎藤ノブ
Saxphone：JAKE Conception
Strings：大野グループ
Chorus:杉真理／SailAway／川島なお美